# Caloundra International 2012
Il Caloundra International 2012 è stato un torneo professionistico di tennis maschile giocato sul cemento. È stata la 6ª edizione del torneo che fa parte dell'ATP Challenger Tour nell'ambito dell'ATP Challenger Tour 2012. Si è giocato a Caloundra in Australia dal 6 al 12 febbraio 2012.

## Partecipanti

### Teste di serie
| Nazionalità   | Giocatore           | Ranking* | Testa di serie |
| ------------- | ------------------- | -------- | -------------- |
| Taipei cinese | Lu Yen-hsun         | 65       | 1              |
| Australia     | Marinko Matosevic   | 200      | 2              |
| Australia     | James Duckworth     | 205      | 3              |
| Australia     | Greg Jones          | 216      | 4              |
| Australia     | Benjamin Mitchell   | 221      | 5              |
| Slovacchia    | Kamil Čapkovič      | 237      | 6              |
| Sudafrica     | Raven Klaasen       | 244      | 7              |
| Germania      | Sebastian Rieschick | 257      | 8              |

- Ranking al 30 gennaio 2012.

### Altri partecipanti
Giocatori che hanno ricevuto una wild card:
- Colin Ebelthite
- Adam Feeney
- Luke Saville
- Andrew Whittington

Giocatori passati dalle qualificazioni:
- Maverick Banes
- Matthew Barton
- Nick Lindahl
- Nima Roshan

## Campioni

### Singolare
Marinko Matosevic ha battuto in finale  Greg Jones con il punteggio di 6–0, 6–2

### Doppio
John Peers /  John-Patrick Smith hanno battuto in finale  John Paul Fruttero /  Raven Klaasen con il punteggio di 7–6(5), 6–4